# Bódvalenke
Bódvalenke is een plaats (község) en gemeente in het Hongaarse comitaat Borsod-Abaúj-Zemplén. Bódvalenke telt 194 inwoners (2001).